# 孔布卢
孔布卢（法語：Combloux，法語發音：[kɔ̃blu]）是法国上萨瓦省的一个市镇，位于该省东部，属于博讷维尔区。孔布卢是重要的阿尔卑斯旅游小镇，境内设有多处滑雪场。

## 地理
孔布卢（45°53'44"N, 6°38'28"E）面积17.27 平方千米，位于法国奥弗涅-罗讷-阿尔卑斯大区上萨瓦省，该省份为法国东部省份，历史上为薩伏依的一部分，北与瑞士接壤，西接安省，南至萨瓦省，东与瑞士和意大利接壤。
与孔布卢接壤的市镇（或旧市镇、城区）包括：德米卡尔捷、多芒西、默热沃、圣热尔韦莱班、萨朗什。

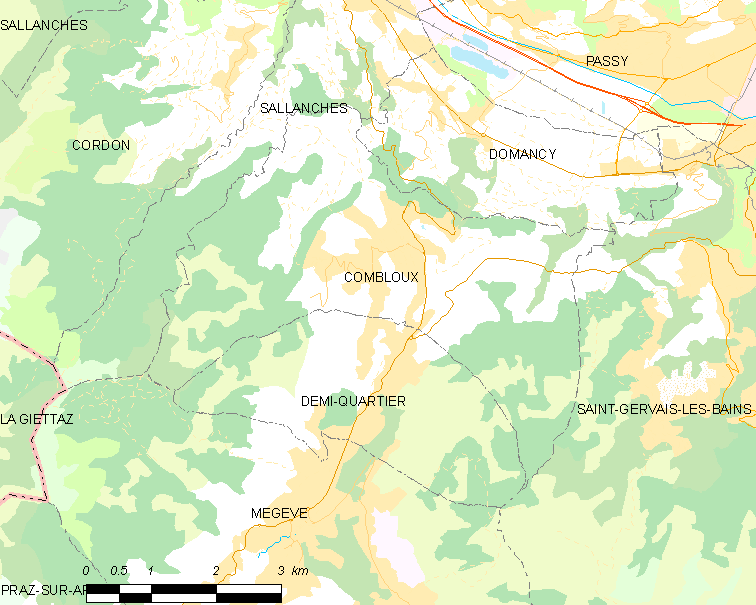
孔布卢的OSM定位图

孔布卢的时区为UTC+01:00、UTC+02:00（夏令时）。

## 行政
孔布卢的邮政编码为74920，INSEE市镇编码为74083。

## 政治
孔布卢所属的省级选区为萨朗什县。

## 人口

1962-2008年间孔布卢人口变化图示

孔布卢于2022年1月1日时的人口数量为2094人。